# Charles Gilpin
Pour les articles homonymes, voir Gilpin.
 (février 2023).
La mise en forme du texte ne suit pas les recommandations de Wikipédia : il faut le « wikifier ».
Les points d'amélioration suivants sont les cas les plus fréquents. Le détail des points à revoir est peut-être précisé sur la page de discussion.
- Les titres sont pré-formatés par le logiciel. Ils ne sont ni en capitales, ni en gras.
- Le texte ne doit pas être écrit en capitales (les noms de famille non plus), ni en gras, ni en italique, ni en « petit »…
- Le gras n'est utilisé que pour surligner le titre de l'article dans l'introduction, une seule fois.
- L'italique est rarement utilisé : mots en langue étrangère, titres d'œuvres, noms de bateaux, etc.
- Les citations ne sont pas en italique mais en corps de texte normal. Elles sont entourées par des guillemets français : « et ».
- Les listes à puces sont à éviter, des paragraphes rédigés étant largement préférés. Les tableaux sont à réserver à la présentation de données structurées (résultats, etc.).
- Les appels de note de bas de page (petits chiffres en exposant, introduits par l'outil «  Source ») sont à placer entre la fin de phrase et le point final[comme ça].
- Les liens internes (vers d'autres articles de Wikipédia) sont à choisir avec parcimonie. Créez des liens vers des articles approfondissant le sujet. Les termes génériques sans rapport avec le sujet sont à éviter, ainsi que les répétitions de liens vers un même terme.
- Les liens externes sont à placer uniquement dans une section « Liens externes », à la fin de l'article. Ces liens sont à choisir avec parcimonie suivant les règles définies. Si un lien sert de source à l'article, son insertion dans le texte est à faire par les notes de bas de page.
- La présentation des références doit suivre les conventions bibliographiques. Il est recommandé d'utiliser les modèles {{Ouvrage}}, {{Chapitre}}, {{Article}}, {{Lien web}} et/ou {{Bibliographie}}. Le mode d'édition visuel peut mettre en forme automatiquement les références.
- Insérer une infobox (cadre d'informations à droite) n'est pas obligatoire pour parachever la mise en page.

Pour une aide détaillée, merci de consulter Aide:Wikification.
Si vous pensez que ces points ont été résolus, vous pouvez retirer ce bandeau et améliorer la mise en forme d'un autre article.
Charles Gilpin (31 mars 1815 - 8 septembre 1874) est un quaker, orateur, homme politique, éditeur et directeur des chemins de fer. Il défend de nombreuses causes, notamment le mouvement pour abroger les Corn Laws, pour établir la paix mondiale à travers la London Peace Society, l'abolition de la peine de mort ,,,,,, et le mouvement anti-esclavagiste, l'émancipation par l'achat de terres en pleine propriété, la libération de la Hongrie de l'empire austro-hongrois, l'accueil des exilés hongrois en Angleterre, la loi sur les pauvres et la réforme pénitentiaire .

## Famille et éducation
Il est né à Bristol le 31 mars 1815, l'aîné des six fils survivants (il y a sept filles) de James Gilpin (1780-1855) et Mary Gilpin (née Sturge, 1789-1842), une sœur de Joseph et Edmund Sturge.
Il fait ses études à l'école Sidcot de 1824 à 1828 . À l'âge de 13 ans, il organise un simulacre de procès, « avec une grande capacité » .
Il commence sa carrière comme voyageur de commerce pour un entrepôt de Manchester. Au cours de cette période, il subit l'influence des opinions libérales de son oncle Joseph et de Richard Cobden. Opposant aux Corn Laws, Gilpin reçoit une formation à la prise de parole en public si réussie que « avant d'avoir vingt-cinq ans, ses services ont été largement sollicités en faveur de nombreux grands mouvements publics de l'époque ».
Il épouse Anna Crouch (1811-1892), fille de William Crouch (1768?-1854) de Falmouth, comptable, et de Lucretia Crouch (née Anson, 1777-1858) et ont au moins une fille appelée Anna née le 1er décembre 1840  mariée le 21 septembre 1872 à Richard Pigott  et bénéficiaire du testament de Gilpin.

## Édition et vente de livres
En 1842, Charles Gilpin s'installe à Londres et reprend le stock de l'entreprise de libraire et d'éditeur d'Edward Fry (1783-1841) en le déplaçant de Houndsditch au no 5, Bishopsgate Street Without dans la City de Londres. L'entreprise connait le succès mais en 1853, il prend sa retraite pour développer ses autres intérêts commerciaux, philanthropiques et politiques.

### Gamme de publications
La British Library répertorie 76 titres imprimés par Charles Gilpin, dont des œuvres d'Elihu Burritt, Henry Clarke Wright, Jonathan Dymond, Pestalozzi, George William Alexander, Thomas Clarkson, György Klapka, William Wells Brown, George Copway et Giuseppe Mazzini.
Il publie également un grand nombre de mémoires sur la vie des Quakers, dont celles d'Elizabeth Fry et de William Allen. Il publie le verset biblique de Lovell Squire, le mari de la sœur de sa femme. Il publie les Versets de tante Jane, pour les enfants en 1851 : Tante Jane est Jane Crewdson.
Gilpin publie au moins deux livres sur le thème de la cure d'eau ou de l'hydropathie. L'un, par ES Abdy est traduit de l'allemand, l'autre est sur les eaux de Ben Rhydding dans le West Yorkshire .
Il publie au moins deux livres du réformateur pénitentiaire Alexander Maconochie.
Il publie les Actes des deuxième (Paris, 1849) et troisième (Francfort-sur-le-Main, 1850) Congrès internationaux de la paix ,.

### L'ami
En 1842, à la demande d'un important conseil quaker  il lance et publie The Friend, un magazine quaker évangélique à l'esprit ouvert. Le premier numéro est daté du « Premier mois 1843 », sous la direction de Charles Tylor. En 1849, Gilpin achète la publication au conseil d'administration et en est l'éditeur de 1852 à 1857. Le magazine est toujours en cours de parution.

## Carrière politique

### La Cour du Conseil Commun
Gilpin est élu à la Cour du Conseil commun de la ville de Londres en 1848. Il contribue largement à l'abolition des péages de rue.

### Élection partielle de Perth, 1852
Depuis 1841, la circonscription de Perth est représentée au Parlement par Fox Maule, l'héritier du baron Panmure. Il est secrétaire à la guerre de juillet 1846 à janvier 1852, pendant deux ou trois semaines, il est président du Board of Control (supervisant la British East India Company). En avril 1852  il succède à son père en tant que 2e baron Panmure.
La nomination de Fox Maule au Conseil de contrôle nécessite une élection partielle . Gilpin se présente contre lui, soutenu par les réformateurs locaux et une réunion pour désigner le candidat se tient le lundi 9 février 1852. Maule défend son bilan au Parlement et au gouvernement, "au milieu d'acclamations et de sifflements mêlés".
Gilpin est également accueilli par des acclamations et des sifflements et déclare que 150 à 200 électeurs l'ont invité à se présenter car « le très honorable gentleman n'a pas rempli sa profession de réforme ». Maule justifie le maintien de la subvention gouvernementale au Catholic Maynooth College. Gilpin déclare qu'il est contre tout financement public de la religion et voterait contre le maintien de la subvention. Cependant, lorsque Maule demande un scrutin, malgré un vote à main levée en faveur de Gilpin, Gilpin se retire et Maule est déclaré réélu.
L'élévation de Maule à la Chambre des Lords à la mort de son père le 13 avril 1852 provoque une nouvelle élection partielle à Perth.
Les candidats libéraux pour Perth sont Charles Gilpin et Hon. Arthur Kinnaird et leurs partisans sont presque également partagés entre les deux candidats. À cause du vote conservateur, Gilpin perd face à Kinnaird (325 contre 225 voix) . Gilpin ne s'est pas présenté aux élections législatives de juillet 1852.

### Député de Northampton

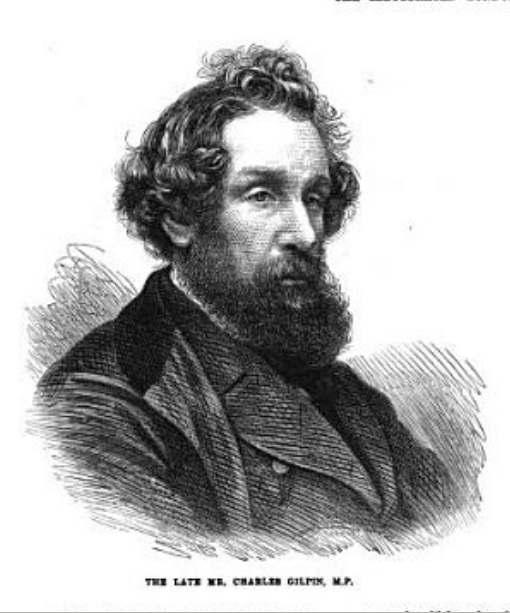
Charles Gilpin

Aux élections générales de 1857, 1859, 1865 et février 1874, Gilpin est élu pour représenter la circonscription de Northampton ,.
Il s'oppose au projet de loi sur le complot pour le meurtre de 1858, rédigé en réponse à la tentative d'assassinat de Napoléon III le 4 janvier 1858. Le complot a été tramé en Angleterre. Le projet de loi vise à augmenter la peine pour complot en vue d'assassiner des personnes à l'étranger d'un délit à un crime. L'échec du projet de loi conduit à la démission de Palmerston de son poste de premier ministre et aux élections générales de 1859.
Il condamne également fermement le massacre lors de la rébellion indienne de 1857 de centaines de cipayes indiens désarmés à Ajnala au Pendjab sur les ordres de Frederick Henry Cooper, le commissaire adjoint d'Amritsar, déclarant « une telle atrocité comme cela ferait plus pour exciter la haine brûlante à notre puissance et à notre foi, tout s'est multiplié au centuple, que les missionnaires pourraient éradiquer au siècle prochain" .
Compte tenu de son opposition  au projet de loi sur la conspiration, il est surprenant que Palmerston ait offert à Gilpin un emploi dans son gouvernement de 1859 et que Gilpin ait accepté, après avoir négocié qu'il ne serait pas lié par le whip du parti. Il devient secrétaire du Poor Law Board. Cette nomination n'a pas plu à son confrère quaker, John Bright, qui fait remarquer "Tu ferais mieux d'avoir une corde autour du cou". Gilpin reste à ce poste jusqu'en 1865 .

## Autres activités
Il est directeur du South Eastern, du Metropolitan, et du Smyrna &amp; Cassaba Railways.
Il est président de la National Freehold Company, de Moorgate et de la British Land Company depuis sa création en 1857 jusqu'en 1873  et administrateur de la National Provident Life Assurance Company.

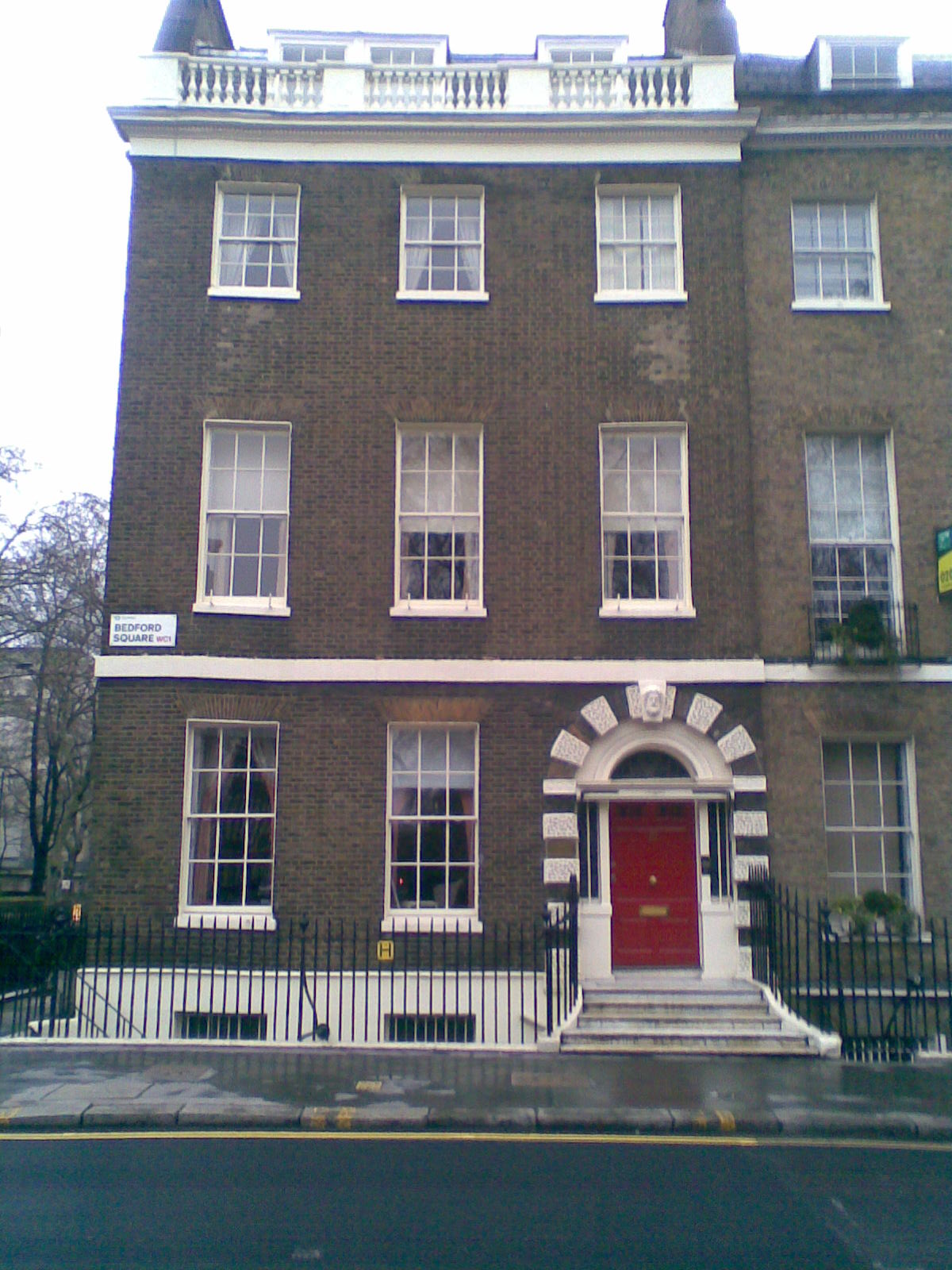
La maison de Charles Gilpin au 10, Bedford Square, Londres

Gilpin est un ami et un partisan de Lajos Kossuth, le nationaliste hongrois ,,,,. « Sa résidence londonienne, est la demeure anglaise de Louis Kossuth et Garibaldi » .
Sa nécrologie dans L'Ami dit : « En tant qu'Ami, il s'intéressait chaleureusement au bien-être de la Société. Sa voix claire a souvent été entendue lors de la réunion annuelle [le rassemblement annuel des quakers britanniques] . . . La sphère d'action de notre Ami semblait souvent plus politique que religieuse, mais nous pensons que la force motrice qui l'a influencé était son acceptation du christianisme comme réalité spirituelle. . . destiné à tous les hommes". En 1855, il est membre du comité de l'Union des amis de la tempérance .

## Mort et héritage
Après une période de maladie, il meurt à son domicile, 10 Bedford Square, Londres , le 8 septembre 1874. Plus de 1 000 personnes assistent à ses funérailles au Friends Burial Ground, Winchmore Hill. Son testament laisse à sa femme (sauf 50 guinées à plusieurs personnes), et après sa mort, à leur fille, Mme Anna Crouch Pigott.
Lors de l'élection partielle, après sa mort, Charles George Merewether (conservateur) est élu pour la circonscription de Northampton, que Gilpin a représentée pendant dix-sept ans.